# 河辺町
河辺町（かわべまち）は、秋田県河辺郡にかつてあった町である。県の中央部に位置していた。
2005年1月11日、秋田市に編入合併された。河辺町のあった地域の新地名は秋田市河辺となった。

## 町のシンボル
- 町のキャッチフレーズは『せせらぎの町』
- 町の花はワサビ
- 町の木はミズナラ
- 町の鳥はキセキレイ
- 町の歌はダ・カーポの『せせらぎの町へ』

## 地理
河辺町は、岩見川とその支流の流域を主な範囲とし、町の北東部は山岳地帯となっている。町は大きく2つの核を持ち、鉄道駅や国道13号、町役場など町の機能が集中する南西部の和田・豊島地区、岩見川の支流が集まり、岩見三内連絡所や町内の主要な道路があつまる旧岩見三内村周辺の2つの地区に集中する。また、岩見川沿いに集落が点在する。
- 山: 白子森、太平山、大石岳、丹波森、番鳥森、御衣森
- 河川: 岩見川、丸舞川、三内川、神内川、梵字川
- 湖沼: 岩見ダム

## 歴史
- 1955年（昭和30年）3月31日 - 河辺郡和田町、豊島村、岩見三内村が合併して河辺町が成立。
- 1962年（昭和37年）10月 - 国道13号和田トンネルが開通（2000年頃廃止）。これによって和田から戸島を経由せず秋田市へ直通できるようになった。
- 2004年（平成16年）11月14日 - 当時の町長が急逝。公職選挙法の規定により町長選挙を実施しなければならなかったが、秋田市への編入が間近であり新町長の任期が1,2週間程度となるため、罰則規定がないことを理由に町長選挙を実施せず、当時の助役が合併まで職務代理者を務めることになった。
- 2005年（平成17年）1月11日 - 河辺郡雄和町と共に秋田市に編入され消滅。町役場は、秋田市河辺市民センター（現在は、隣接する公民館・体育館と機能統合し、「秋田市河辺市民サービスセンター」に改組）となった。

## 歴代町長
- 小野寺兵左衛門 1967年 - 1991年
- 大山博美 1991年 - 2004年
- 名古屋昇（助役兼町長職務代理者）2004年 - 2005年1月10日…合併に伴い失職し、秋田市参与（河辺地域担当）に就任。

## 教育
小学校
- 河辺町立河辺小学校
- 河辺町立戸島小学校
- 河辺町立赤平小学校
- 河辺町立岩見三内小学校

中学校
- 河辺町立河辺中学校
- 河辺町立岩見三内中学校

## 産業

### 金融機関
- 秋田銀行河辺支店（指定金融機関）
- 北都銀行河辺支店 - 2020年2月3日、同行秋田南支店内に移転。
- 新あきた農業協同組合
  - 河辺支店（旧・羽後河辺町農業協同組合本所）
  - 豊島支店（旧・羽後河辺町農業協同組合豊島支所） - 2003年、同農業協同組合河辺支店に統合。
  - 岩見三内支店 （旧・羽後河辺町農業協同組合岩見三内支所） - 2011年4月25日、同農業協同組合河辺支店に統合。

### 郵便局
- 和田郵便局（集配局）
- 岩見三内郵便局（集配局） - 2007年3月5日、集配業務を廃止。
- 戸島郵便局
- 上三内簡易郵便局
- 鵜養簡易郵便局

## 交通

### 鉄道
- 東日本旅客鉄道
  - 奥羽本線 - 大張野駅 - 和田駅

### 道路
戸島七曲台に河辺ジャンクションがあり、秋田自動車道と日本海東北自動車道を接続する。秋田市上北手で国道13号に接続する秋田南IC及び戸島にある秋田空港ICが、最寄りのインターチェンジとなる。
- 高速自動車国道
  - 日本海東北自動車道 - 秋田空港IC
  - 秋田自動車道 - 秋田南IC（秋田市）
  - 河辺JCT：秋田自動車道、日本海東北自動車道
- 一般国道
  - 国道13号

### 空港
秋田空港に比較的近い。高速道路の秋田空港ICも河辺戸島地区にある。 

## 出身者
- 足利道夫（サッカー選手、日本代表）
- 石塚綜一郎（プロ野球選手）
- 佐々木カネヨ（美術モデル）
- 田口光久（サッカー選手、日本代表）
- 佐々木義武（政治家）
- 若松節朗（ディレクター）
- 倉田耕一（作家）